# Hollywood Boulevard
Pour les articles homonymes, voir Hollywood (homonymie).
 (juin 2020).
Si vous disposez d'ouvrages ou d'articles de référence ou si vous connaissez des sites web de qualité traitant du thème abordé ici, merci de compléter l'article en donnant les références utiles à sa vérifiabilité et en les liant à la section « Notes et références ».
Hollywood Boulevard est l’une des plus célèbres avenues du quartier de Hollywood, dans la ville américaine de Los Angeles en Californie.
Haut lieu du tourisme de la ville, le boulevard s'étend d'Est en Ouest de Vermont Avenue jusqu'à Sunset Boulevard. Il concentre à la fois le Walk of Fame, avec les fameuses étoiles des vedettes, le Grauman's Chinese Theatre, l'El Capitan Theatre et le Hollywood and Highland Center où sont remis chaque année les Oscars du cinéma. Devant le Grauman's Chinese Theatre, nombre de stars ont immortalisé leur passage en laissant une empreinte des pieds et des mains dans du ciment frais.

## Historique
À l'origine, de 1887 à 1910, la célèbre artère se nomme Prospect Avenue. Elle tient ce nom de Harvey Wilcox, le propriétaire d'un domaine de 0,6 km2 à Cahuenga Valley au nord de Los Angeles qu'il nomme « Hollywood » sur une idée de sa femme. C'est lui qui crée la première carte de la ville, qu'il complète avec les autorités du comté. Avec sa femme comme conseillère, il trace Prospect Avenue comme rue principale. Le promoteur immobilier HJ Whitley contribue au développement de l'avenue. C'est notamment lui qui construit le Hollywood Hotel en 1902, qui connaît son heure de gloire à l'époque du cinéma muet.
C'est donc en 1910 que la municipalité de Hollywood est annexée à la ville de Los Angeles dont elle devient un quartier. La numérotation de la rue change à cette occasion : le 100 Prospect Avenue, au niveau de Vermont Avenue, devient le 6400 Hollywood Boulevard. Ce nom de Hollywood Boulevard vient de la ligne de tramway qui relie Los Angeles à Hollywood, distants à l'époque de 11 km et séparés par des cultures d'agrumes.
Le célèbre Walk of Fame, qui va de Gower Street jusqu'à La Brea Avenue, est créé en 1958. Une extension en est créée plus tard sur Vine Street entre Yucca Street et Sunset Boulevard. Des étoiles y sont incrustées en hommage aux artistes travaillant dans l'industrie du divertissement. La première étoile est mise en place le 28 mars 1960 en hommage à Stanley Kramer (1913-2001).
L'extension du métro du Metro Red Line jusqu'à Hollywood date de juin 1999. Il relie downtown Los Angeles à la vallée de San Fernando, en faisant trois arrêts sur Hollywood Boulevard, au niveau des carrefours avec Western Avenue, Vine Street et Highland Avenue.
Des efforts sont entrepris ces dernières années pour endiguer la dégradation de Hollywood Boulevard. Ils se manifestent notamment par la construction en 2001 du centre commercial Hollywood and Highland Center, jouxtant le théâtre Dolby (nouveau nom depuis 2012 du théâtre Kodak), accompagnés d'un programme de réhabilitation de logements. Dans le même temps, des boîtes de nuit ouvrent, attirant starlettes et célébrités.

## Sites d'intérêt
- Bob Hope Square
- Grauman's Chinese Theatre
- Grauman's Egyptian Theatre
- El Capitan Theatre
- Frederick's of Hollywood
- Hollywood and Highland Center
- Walk of Fame
- Hotel Roosevelt
- Janes House
- Théâtre Dolby
- Temple maçonnique de Hollywood (Masonic Temple)
- Musée Madame Tussaud's de Hollywood
- Musso & Frank Grill
- Pantages Theatre
- Pig 'n Whistle
- Ripley's Believe It Or Not! Odditorium
- Capitol Records Building

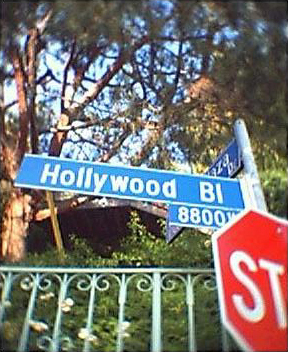
Panneau de rue.
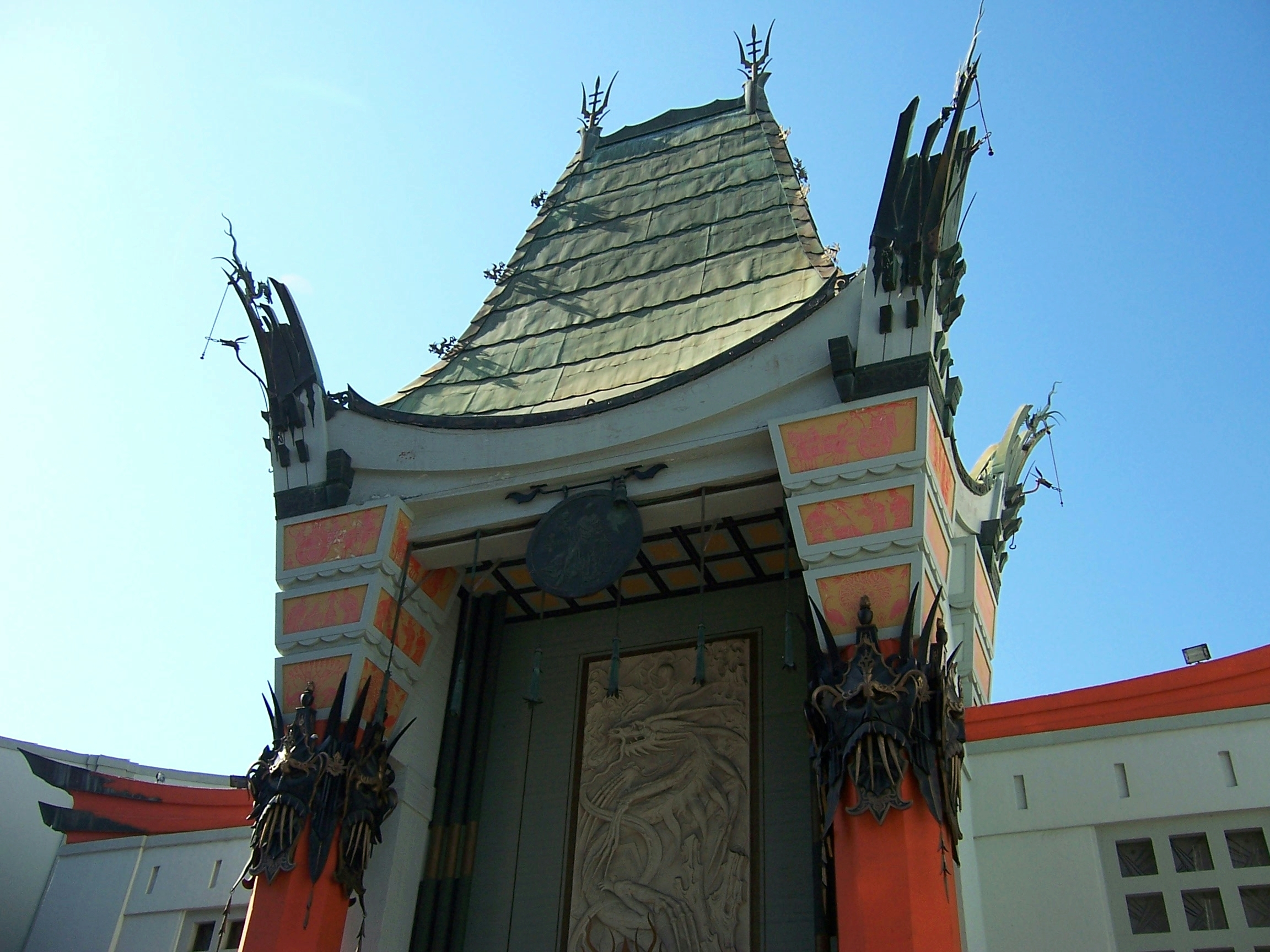
Le Grauman's Chinese Theatre.
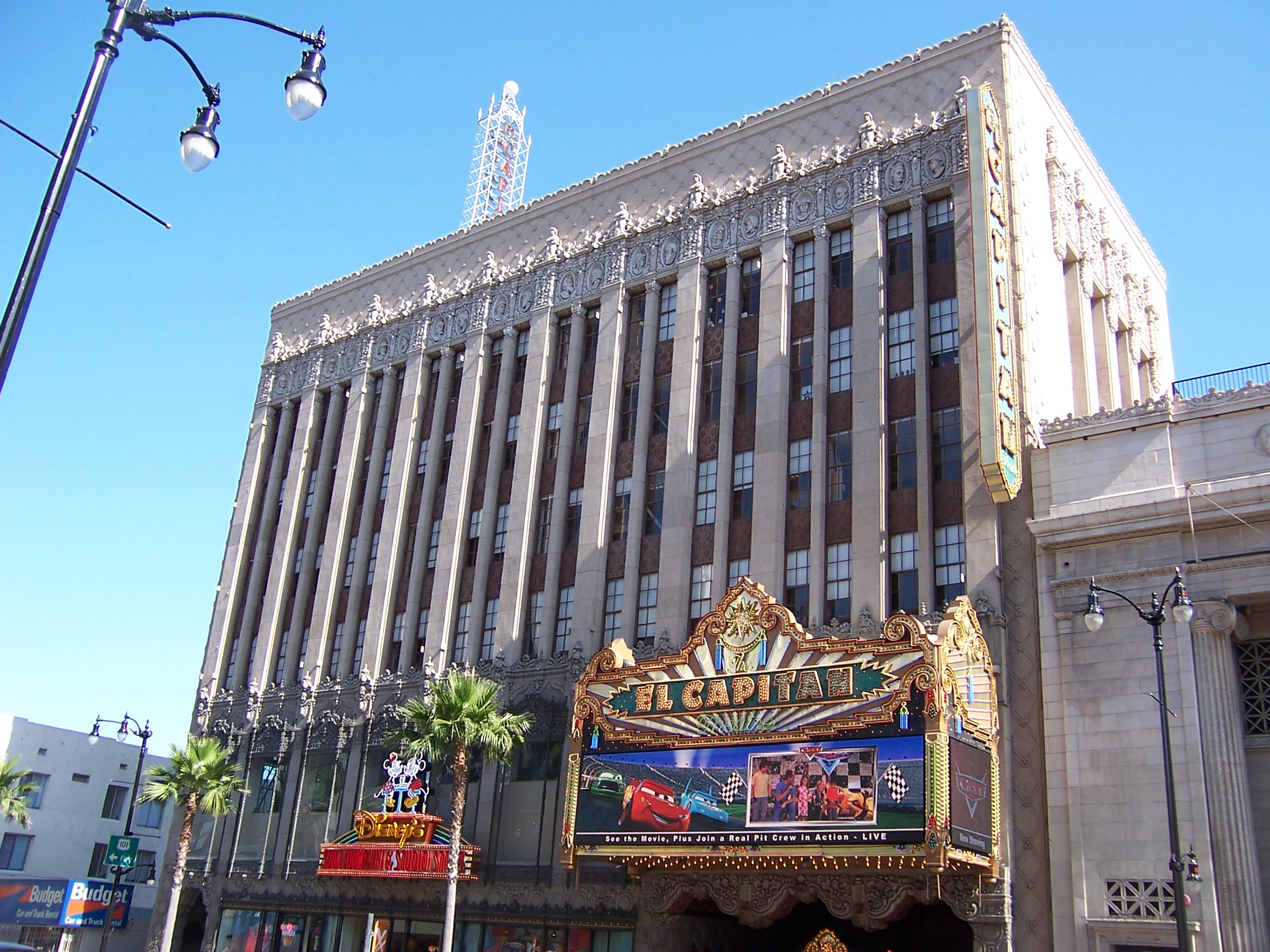
El Capitan Theatre de la Walt Disney Company.
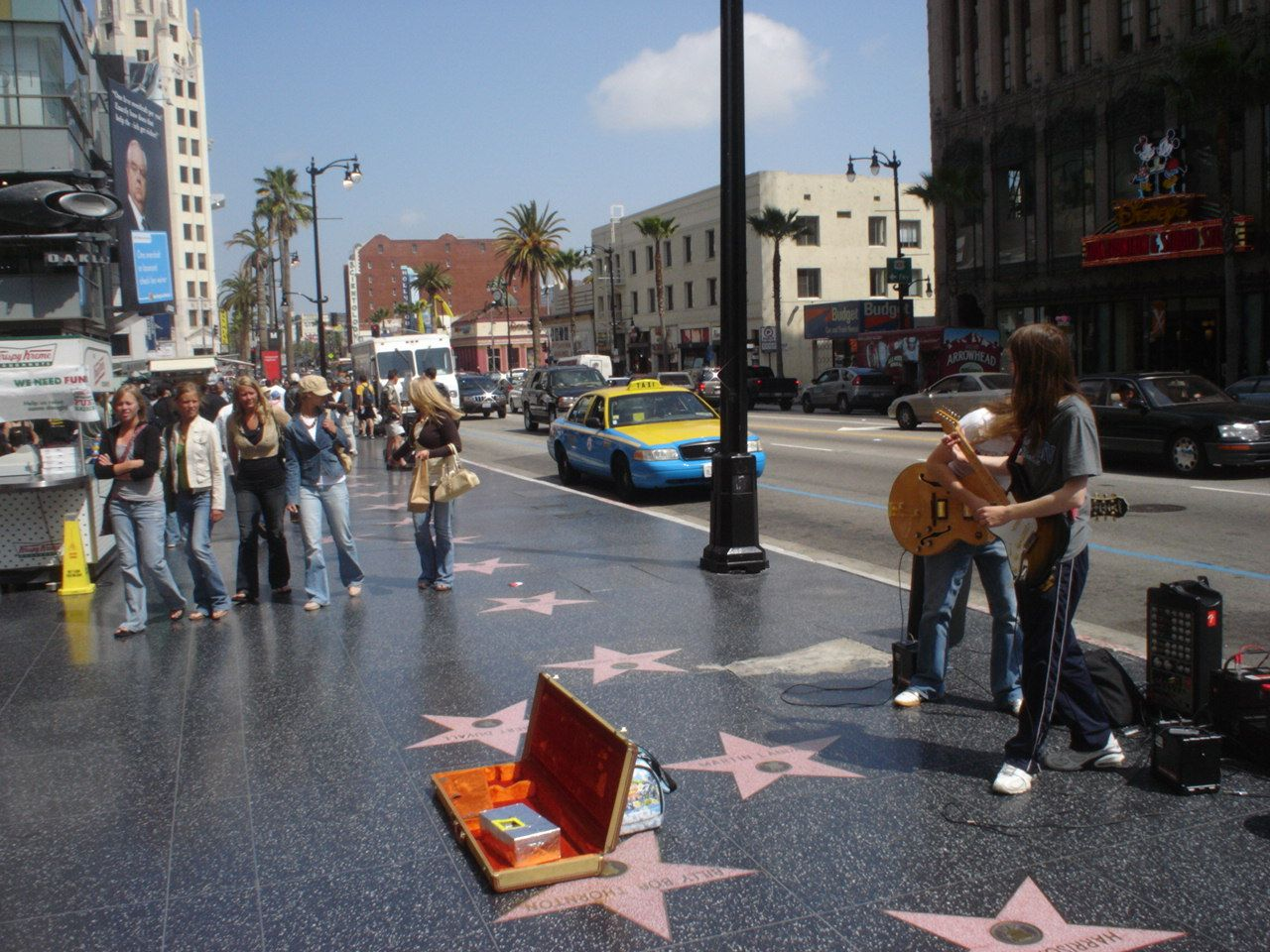
Le Walk of Fame.
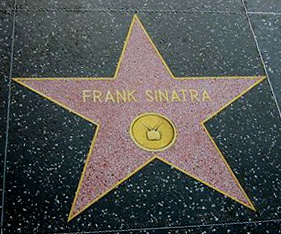
Étoile de Frank Sinatra sur Le Walk of Fame.
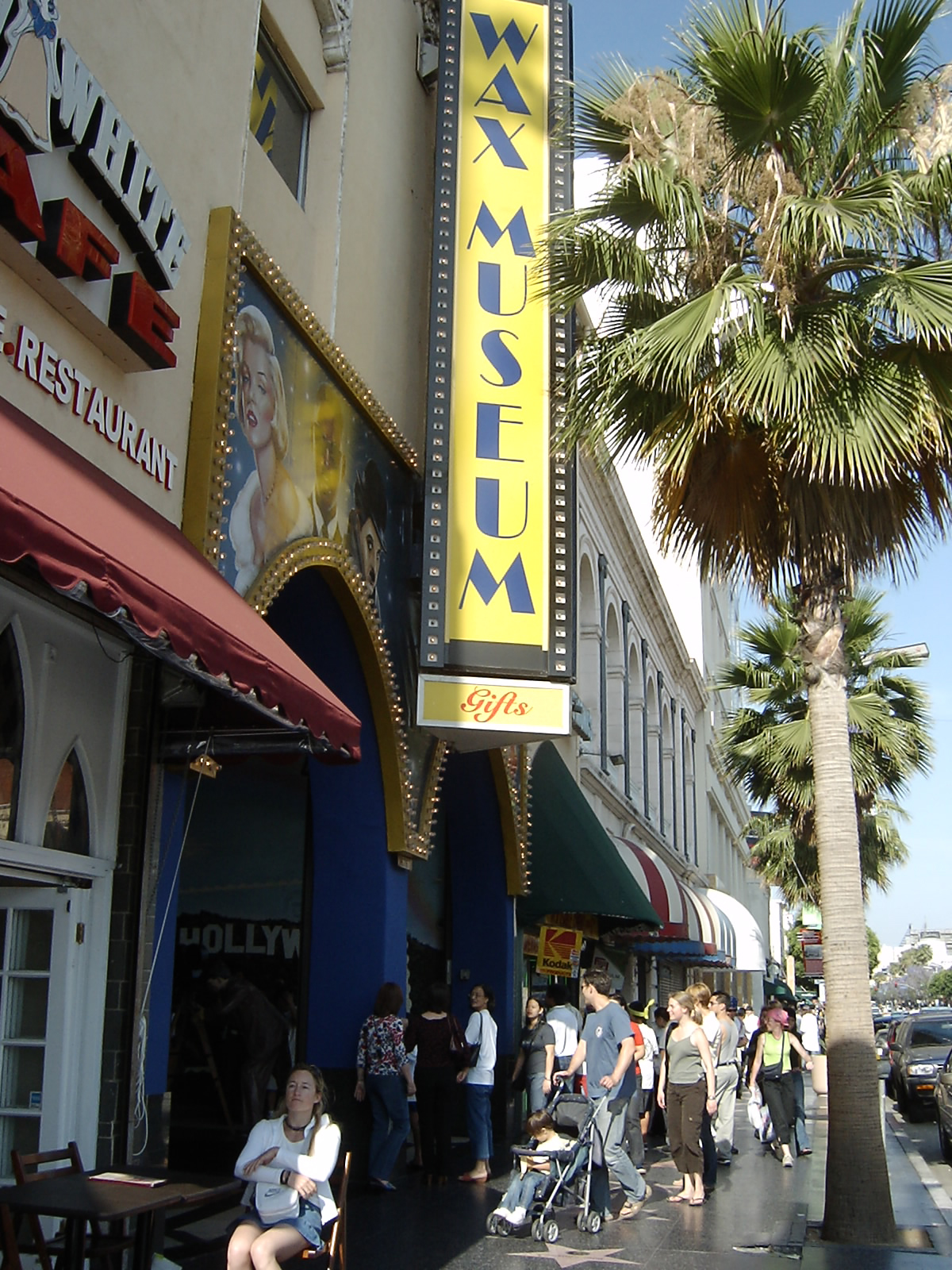
Le musée de cire.
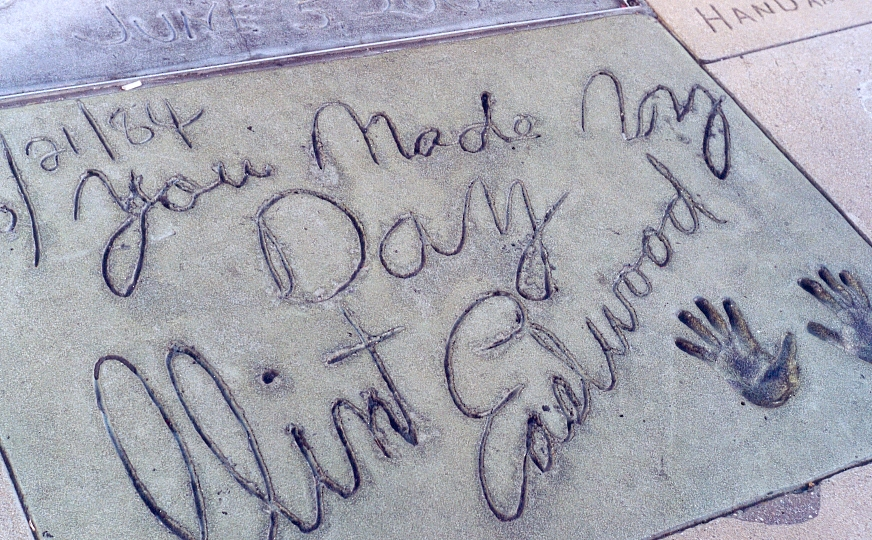
Empreintes de Clint Eastwood.
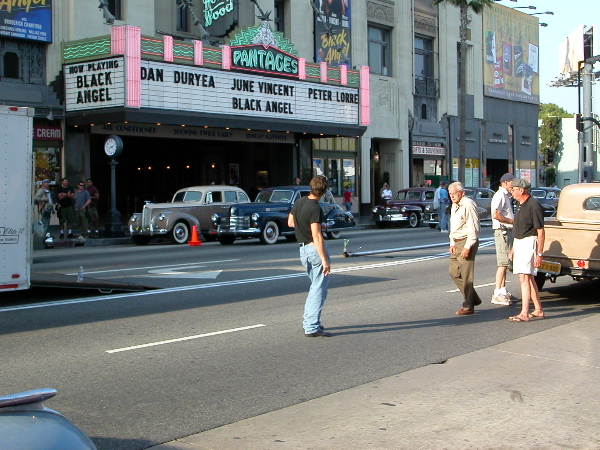
Tournage du film Le Dahlia noir sur Hollywood Boulevard en juin 2005.

## Homonymes
Il existe deux autres « Hollywood Boulevard », l'un à Hollywood en Floride, et l'autre à Las Vegas.

## Dans la culture populaire
- Dans le film Pretty Woman, Edward Lewis (interprété par Richard Gere) rencontre Vivian Ward (Julia Roberts) sur Hollywood Boulevard[2].
- Dans la série télévisée American Horror Story : Roanoke, le personnage de La Bouchère (Kathy Bates) agresse, dans une crise de démence, des passants sur Hollywood Boulevard.
- Le boulevard apparaît de façon parodique dans les jeux vidéo Grand Theft Auto: San Andreas et Grand Theft Auto V sous le nom de « Vinewood Boulevard ».
- Hollywood Boulevard est le thème principal de la chanson Saturday Night de Brian Wilson, issue de l'album No Pier Pressure (en) (2015).